# Кожурка
Кожурка — река в Ханты-Мансийском районе Ханты-Мансийского автономного округа России. Устье реки находится в 26 км по правому берегу реки Бобровка. Длина реки составляет 72 км.

## Данные водного реестра
По данным государственного водного реестра России относится к Иртышскому бассейновому округу, водохозяйственный участок реки — Иртыш от впадения реки Тобол до города Ханты-Мансийск (выше), без реки Конда, речной подбассейн реки — бассейны притоков Иртыша от Тобола до Оби. Речной бассейн реки — Иртыш.
Код объекта в государственном водном реестре — 14010700112115300015443.